# Richard Mühlfeld

Richard Mühlfeld (1896)

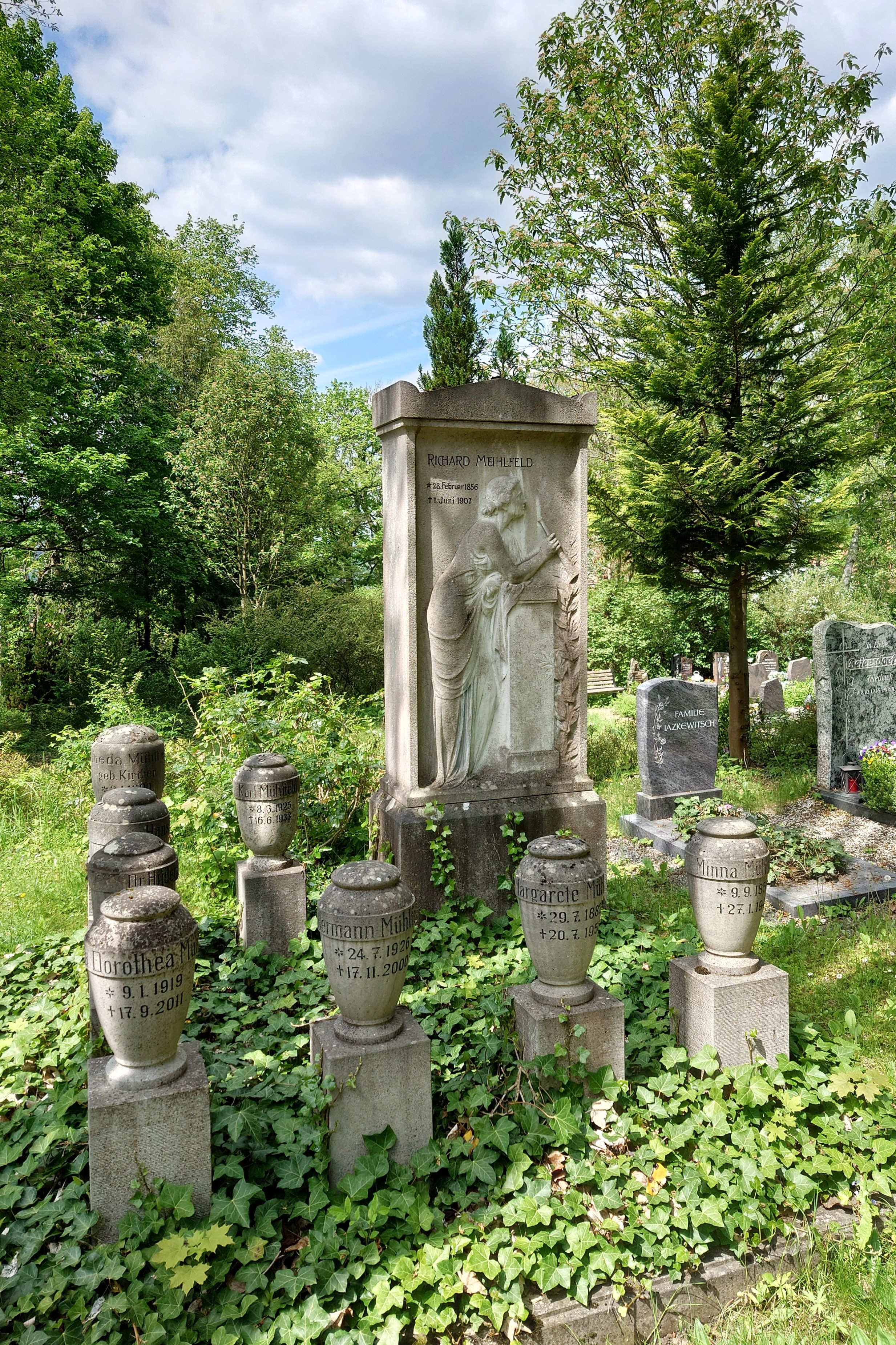
Grabstätte von Richard Mühlfeld auf dem Meininger Parkfriedhof

Richard Bernhard Hermann Mühlfeld (* 28. Februar 1856 in Salzungen; † 1. Juni 1907 in Meiningen) war der bekannteste und erfolgreichste deutsche Klarinettist seiner Zeit. Weiterhin trat er als Violinist auf.

## Leben
Richard war der vierte Sohn des Salzunger Stadtmusikus Leonhard Mühlfeld und wuchs in einer musikalischen Familie auf, in der er frühzeitig Unterricht auf der Violine, dem Klavier und der Klarinette erhielt. Daneben sang er im Salzunger Kirchenchor. Mühlfeld war ein Autodidakt auf der Klarinette, was bis zum Ende des 19. Jahrhunderts nichts Außergewöhnliches war.
Ab 1873 gehörte Richard der herzoglichen Meininger Hofkapelle zunächst als 2. Geiger an. Schon bald wurde er als Klarinettist eingesetzt und nahm oft vertretungsweise den Platz des ersten Klarinettisten ein. Seinen dreijährigen Militärdienst leistete er als Soloklarinettist in der Regimentskapelle ab. Während dieser Zeit wurde er in den Wintermonaten vom Militärdienst beurlaubt, um die Hofkapelle zu unterstützen.
Richard Mühlfeld spielte mit weiteren Mitgliedern der Meininger Hofkapelle 1876 unter Hans Richter im „Eröffnungs-Ring“ der Bayreuther Festspiele. Richard Wagner gefiel die musikalische Leistung von Mühlfeld und riet ihm, Zitat: „Junger Freund, blasen Sie immer so wie heute und die ganze Welt steht Ihnen offen“. Ab 1884 gehörte Richard Mühlfeld für 12 Jahre dem Bayreuther Festspielorchester als Soloklarinettist an und musizierte dort unter Dirigenten wie Hermann Levi, Felix Mottl und Richard Strauss.
Im Oktober 1879 engagierte man Mühlfeld als ersten Klarinettisten der Hofkapelle. Förderlich für ihn war das 1880 erfolgte Engagement Hans von Bülows als Intendant der Meininger Hofkapelle, der diese zu einem Elite-Orchester entwickelte und weit über die Landesgrenzen des Herzogtums Sachsen-Meiningen hinaus bekannt machte. Mühlfeld nahm so an den zahlreichen Gastspielreisen der Meininger Hofkapelle durch das Deutsche Reich und weiten Teilen Europas teil.
1881 heiratete er Minna Seyfert und zeugte mit ihr zwei Kinder. Herzog Georg II. ernannte Richard Mühlfeld 1883 zum Kammervirtuosen und 1890 zum Musikdirektor. In dieser Zeit vermehrten sich zunehmend seine Solo-Auftritte.
Ab 1891 entwickelte sich zwischen Mühlfeld und Johannes Brahms, der seit 1881 eng mit der Meininger Hofkapelle zusammenarbeitete, eine nähere persönliche und musikalische Freundschaft. Für Brahms war Mühlfeld der „beste Meister seines Instruments“ und schrieb daraufhin für Mühlfeld die Musikstücke Trio für Klarinette, Violoncello und Klavier a-Moll op. 114 und das Klarinettenquintett h-Moll op. 115, die am 24. November 1891 durch Brahms selbst in Meiningen uraufgeführt wurden. Mit der ersten öffentlichen Aufführung des Quintetts am 12. Dezember 1891 in der Berliner Singakademie gelang Mühlfeld der internationale Durchbruch. Es folgten jährlich wiederkehrende Konzertreisen unter anderem nach Wien, Berlin und London. In der britischen Hauptstadt avancierte er dabei zum Konzertliebling. 1894 folgten von Brahms die beiden für Mühlfeld komponierten Sonaten für Klarinette und Klavier f-Moll, Es-Dur op. 120. Diese führten die beiden Musiker gemeinsam bis Anfang 1895 bei 20 Konzerten auf. Da die Klarinette zu dieser Zeit außer Mode geraten war, verhalfen Brahms und Mühlfeld diesem Instrument zur Renaissance, das nun wieder vermehrt seinen Platz in den Orchestern fand.
Innerhalb von 31 Jahren absolvierte Richard Mühlfeld 645 Konzerte in 138 Orten, die sein Bruder und Meininger Musikchronist Christian Mühlfeld erfasste. Dieser leitete neben seinen Aktivitäten im Orchester einen Meininger Männergesangverein und war als Klavierlehrer tätig.
Ab 1904 klagte Mühlfeld über verschiedene starke gesundheitliche Beschwerden, bis er nach einem schleichenden Nierenversagen und einem Schlaganfall schließlich am 1. Juni 1907 verstarb. Er wurde auf dem Parkfriedhof Meiningen beigesetzt.